# Миттенвальд
Миттенвальд (нем. Mittenwald) — торговая община в Германии, в земле Бавария.
Подчиняется административному округу Верхняя Бавария. Входит в состав района Гармиш-Партенкирхен. Население составляет 7434 человека (на 31 декабря 2010 года). Занимает площадь 132,85 км².
В городе расположена одноимённая железнодорожная станция.
С XVII века Миттенвальд известен как крупный центр производства скрипок. Здесь работали несколько поколений династии Клотц, основанной скрипичных дел мастером Матиасом Клотцем. В Миттенвальде также находится музей, посвящённый искусству изготовления скрипок.

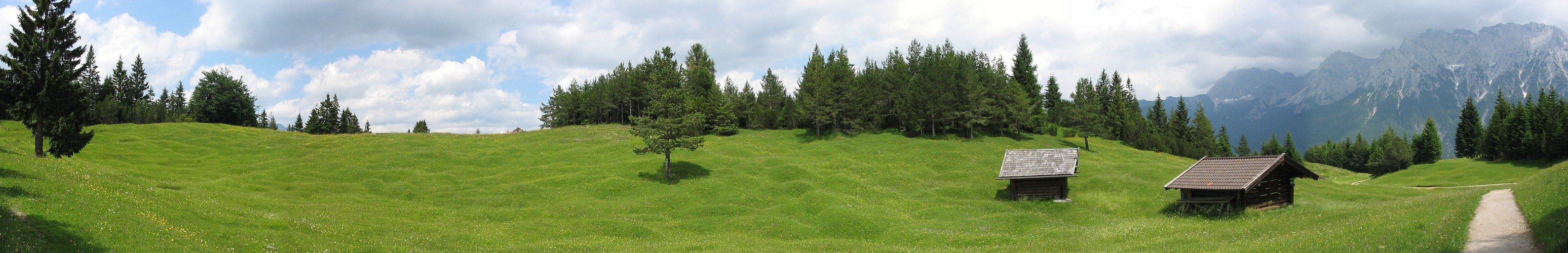
Миттенвальд — панорама

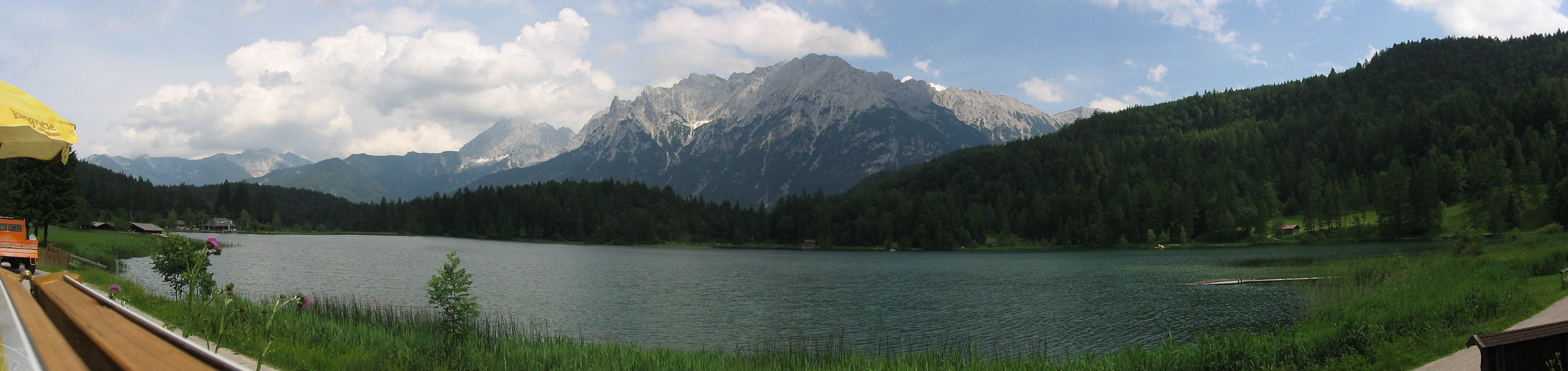
Миттенвальд — панорама

## Фотографии

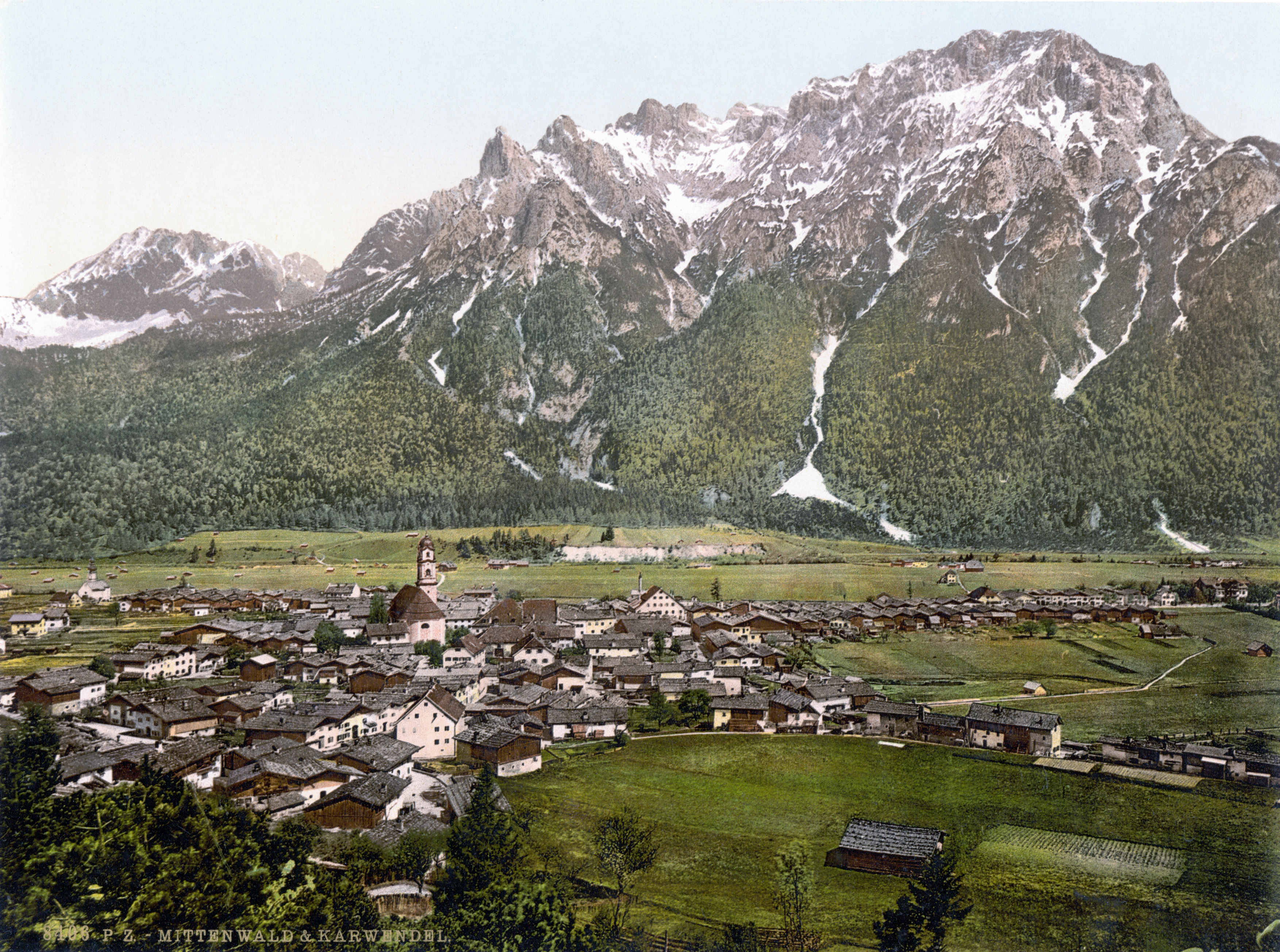
Миттенвальд и Карвендель вокруг 1900
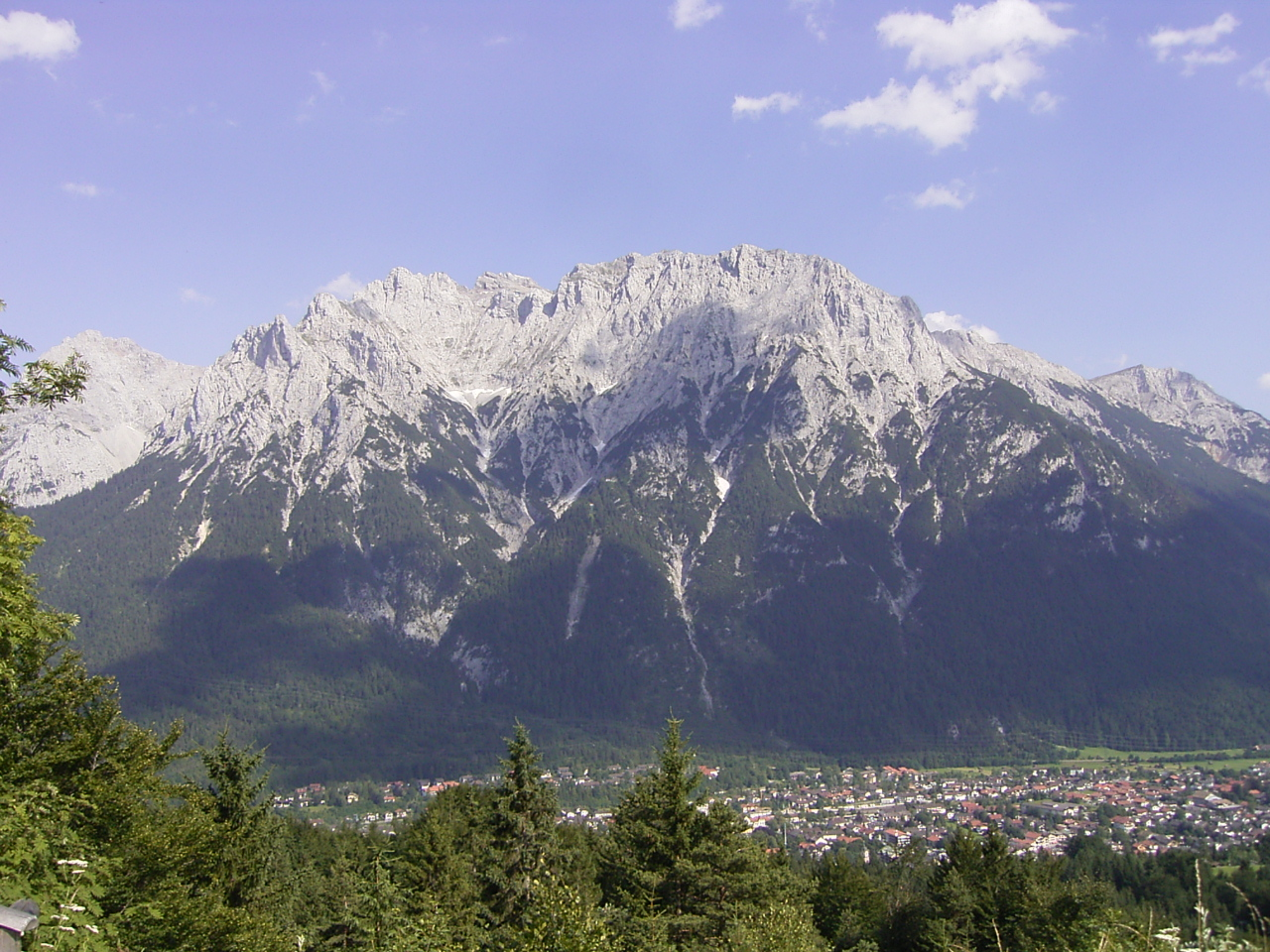
Миттенвальд и Карвендель в 2005 году
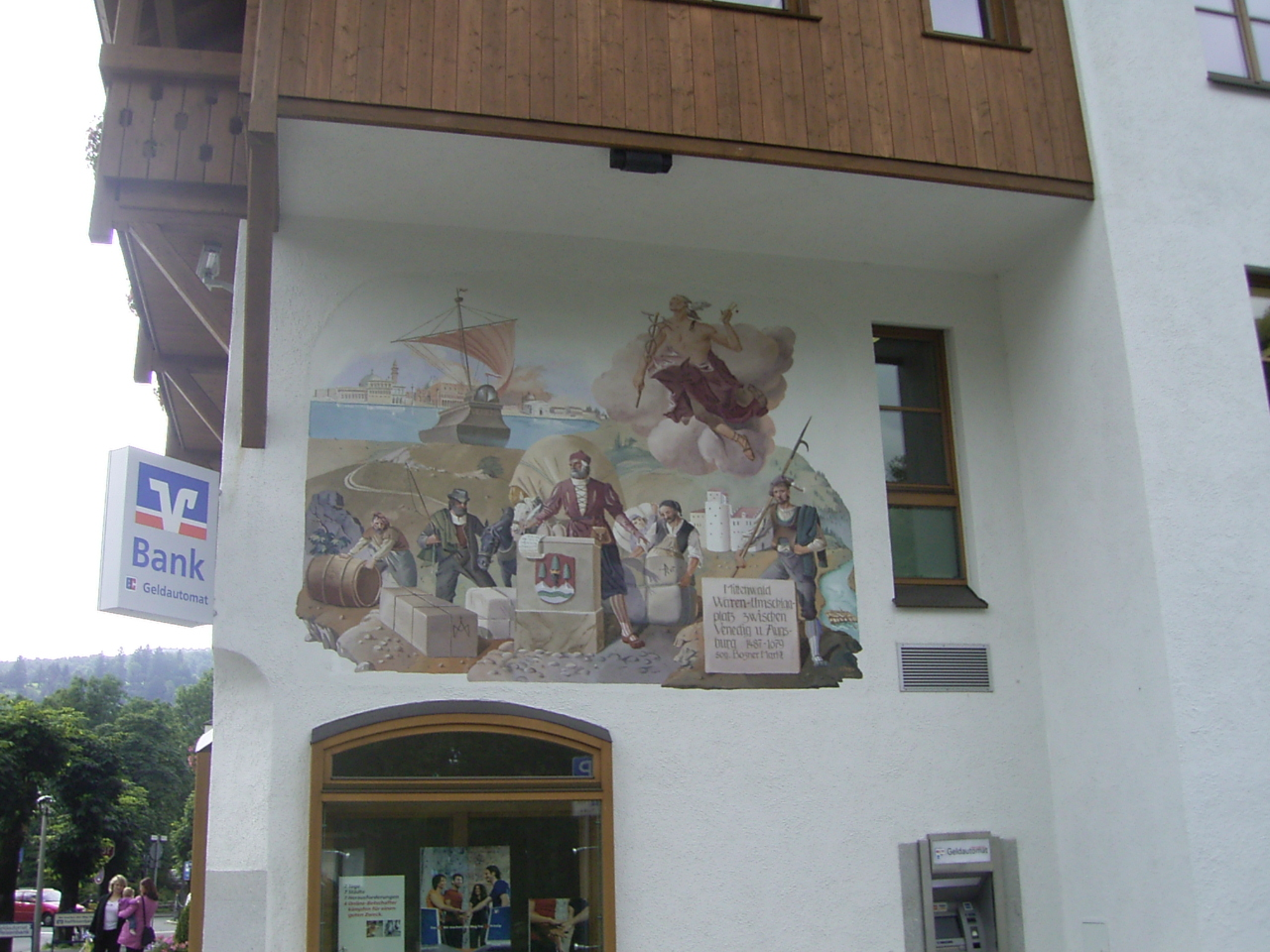
Построение Райффайзенбанка
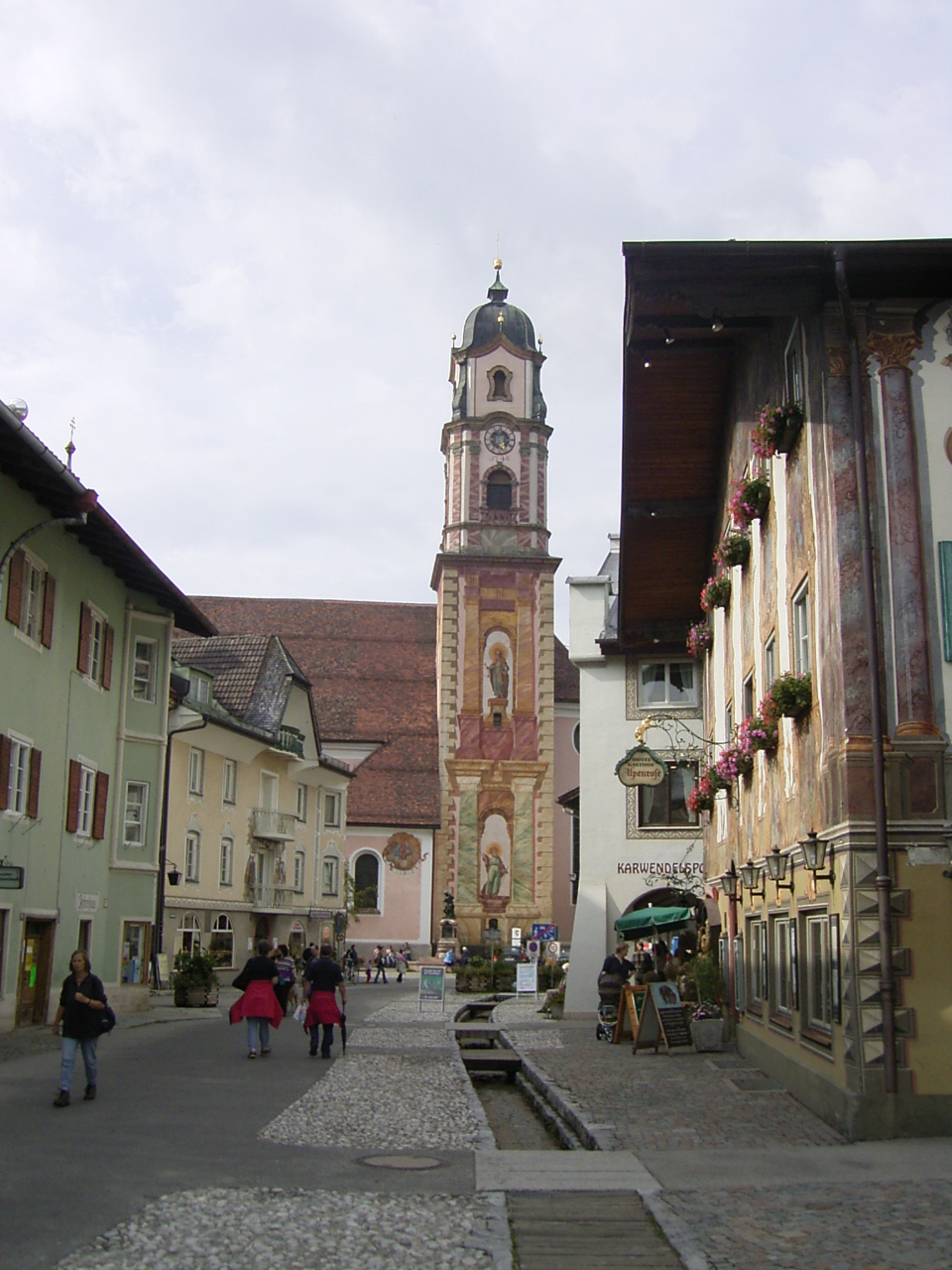
Церковь Петра и Павла
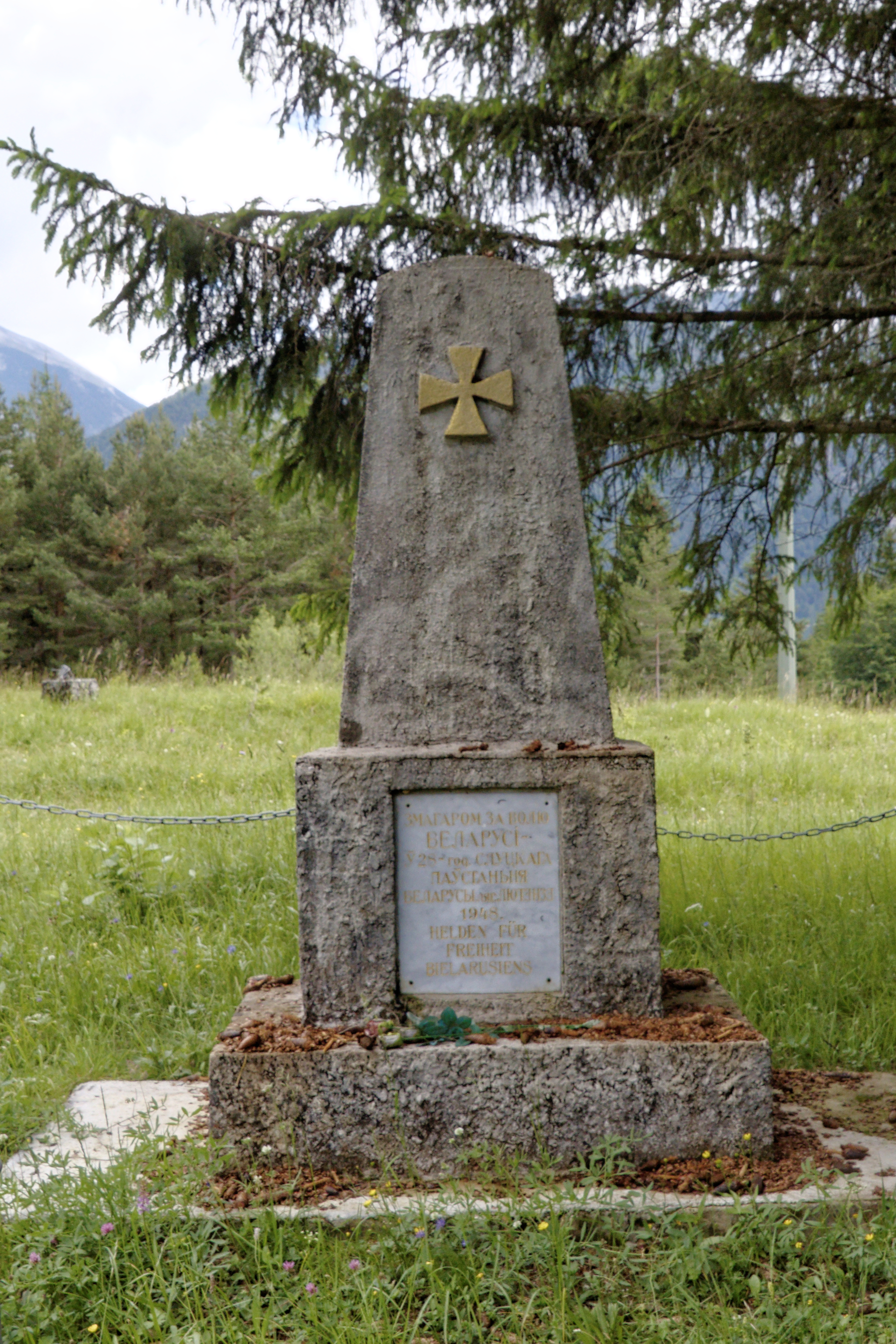
Памятник «Борцам за свободу Беларуси»